# Friends 4 Ever
Friends 4 Ever (englisch für „Freunde für immer“) ist das vierte und letzte Studioalbum der deutschen Pop-Gruppe beFour. Es erschien am 6. Februar 2009.

## Veröffentlichung und Erfolg
Das letzte Album von beFour wurde im Studio Pop‘N’Roll produziert und am 6. Februar 2009 in Deutschland, Österreich und in der Schweiz veröffentlicht.
Zudem erschien das Album auch als Limited Fan-Edition. Diese beinhaltet zu den 12 Titel noch die vier Bonustracks „Champion“, „Halloween Party“, „Undercover“ und „A Note from beFour“. Genau wie die drei vorherigen Studioalben wurde auch dieses von Christian Geller und Adam Bernau produziert. Alle Fotos im Booklet des Albums stammen von Nikolaj Georgiew.

## Produktion
Für die Erstellung der Titel haben sich beFour Unterstützung von mehreren Songschreibern und Produzenten geholt. Alle Songs wurden von Christian Geller und Adam Bernau produziert. Phil Wilde, Jean-Paul De Coster, Anita Dels und Ray Slijngaard schrieben den Text zu No Limit; Ding-A-Dong ist aus der Feder von Dick Bakker, Eddy Ouwens und Will Luikinga entstanden.

## Titelliste
| #  | Titel                        | Komponist(en)                                               | Produzent(en)                 | Dauer |
| -- | ---------------------------- | ----------------------------------------------------------- | ----------------------------- | ----- |
| 1  | No Limit (Single-Version)    | Phil Wilde, Jean-Paul De Coster, Anita Dels, Ray Slijngaard | Christian Geller, Adam Bernau | 3:26  |
| 2  | Disco                        | Christian Geller                                            | Christian Geller, Adam Bernau | 3:16  |
| 3  | All I Ever Wanted            | Christian Geller                                            | Christian Geller, Adam Bernau | 3:19  |
| 4  | Friends 4 Ever               | Christian Geller                                            | Christian Geller, Adam Bernau | 3:26  |
| 5  | One Step to Infinity         | Christian Geller                                            | Christian Geller, Adam Bernau | 3:26  |
| 6  | Ding-A-Dong (Single-Version) | Dick Bakker, Eddy Ouwens, Will Luikinga                     | Christian Geller, Adam Bernau | 3:31  |
| 7  | (Love Is Like a) Mystery     | Christian Geller                                            | Christian Geller, Adam Bernau | 3:45  |
| 8  | All Night Long               | Christian Geller                                            | Christian Geller, Adam Bernau | 3:04  |
| 9  | Message of Freedom           | Christian Geller                                            | Christian Geller, Adam Bernau | 3:46  |
| 10 | Hear the Countdown Call      | Christian Geller                                            | Christian Geller, Adam Bernau | 3:41  |
| 11 | Happy People                 | Christian Geller                                            | Christian Geller, Adam Bernau | 3:33  |
| 12 | All Around the Planet        | Christian Geller                                            | Christian Geller, Adam Bernau | 3:53  |

### Limited-Fan-Edition
| #  | Titel              | Komponist(en)    | Produzent(en)                 | Dauer |
| -- | ------------------ | ---------------- | ----------------------------- | ----- |
| 13 | Champion           | Christian Geller | Christian Geller, Adam Bernau | 3:06  |
| 14 | Halloween Party    | Christian Geller | Christian Geller, Adam Bernau | 4:39  |
| 15 | Undercover         | Christian Geller | Christian Geller, Adam Bernau | 3:05  |
| 16 | A Note from beFour | Christian Geller | Christian Geller, Adam Bernau | 4:41  |

## Singles

### No Limit
Als erste Singleauskopplung des Albums erschien das Lied No Limit am 16. Januar 2009. Der Titel schaffte es für neun Wochen auf Platz 21 in Deutschland. In Österreich und in der Schweiz platzierte sich das Stück auf Rang 13 bzw. 29 und war jeweils sieben Wochen in den offiziellen Singlecharts vertreten. Die Regie beim Videodreh führte Nikolaj Georgiew. Die Regieassistentin war Maike Helbig. Das Produktionsunternehmen Georgiew photography film produzierte den Clip. Sie waren bereits für Lisa Bund und Daniel Schuhmacher verantwortlich. Die Leitung der Produktion übernahm Kathrin Georgiew. Komponiert wurde der Titel von Phil Wilde, Jean-Paul De Coster, Anita Dels und Ray Slijngaard. Die Single enthält zudem das Musikvideo des Titels.

### Ding-A-Dong
Ding-A-Dong wurde als zweite Singleauskopplung des Albums und als letzte Single von beFour am 17. April 2009 veröffentlicht. In Deutschland konnte der Titel auf Platz 61 einsteigen. Er fiel nach vier Wochen aus der Chartwertung. Das Stück wurde zum offiziellen Titelsong der bundesweiten Aktion „Spaß am Sport mit beFour“ gewählt. Die Band besuchte daraufhin 200 Schulen bundesweit. Geschrieben wurde dieser Titel von Dick Bakker, Arie Eddy Ouwens und Will Luikinga. Der Song ist eine Coverversion des Eurovisions Siegertitels aus dem Jahre 1975.

## Chartplatzierungen
Es stieg in Deutschland auf Platz sieben der offiziellen Albumcharts ein und blieb dort sieben Wochen. In Österreich konnte sich die CD auf Position sechs platzieren und fiel nach neun Wochen aus der Hitparade heraus. In der Schweiz konnte sich Friends 4 Ever auf Platz neun behaupten und fiel nach elf Wochen aus den Charts heraus.
| ChartsChartplatzierungen | Höchstplatzierung | Wochen |
| ------------------------ | ----------------- | ------ |
| Deutschland (GfK)        | 7 (11 Wo.)        | 11     |
| Österreich (Ö3)          | 6 (9 Wo.)         | 9      |
| Schweiz (IFPI)           | 9 (11 Wo.)        | 11     |